# Anjō
Anjō (jap. 安城市, -shi) ist eine Stadt in der Präfektur Aichi. Der Name Anjō bedeutet so viel wie sicheres Schloss und kommt von dem heute nicht mehr bestehenden Schloss. Die Stadt liegt südöstlich von Nagoya und grenzt im Osten an Okazaki. Das Stadtgebiet ist sehr flach und landschaftlich eintönig. Bekannt sind vor allem die beiden großen Unternehmen der Autozulieferbranche, Denso und Aisin, welche Fabriken bzw. ihren Hauptsitz in Anjō haben. Den Spitznamen Japanisches Dänemark hat Anjō durch den Themenpark Denpark erhalten, welcher Dänemark als Thema hat. Ein sehr bekanntes Fest ist das Anjō-Tanabata-Matsuri (安城七夕祭り, Sternenfest), das jeweils (anders als im übrigen Japan) im August stattfindet und drei Tage dauert.

## Verkehrsverbindungen

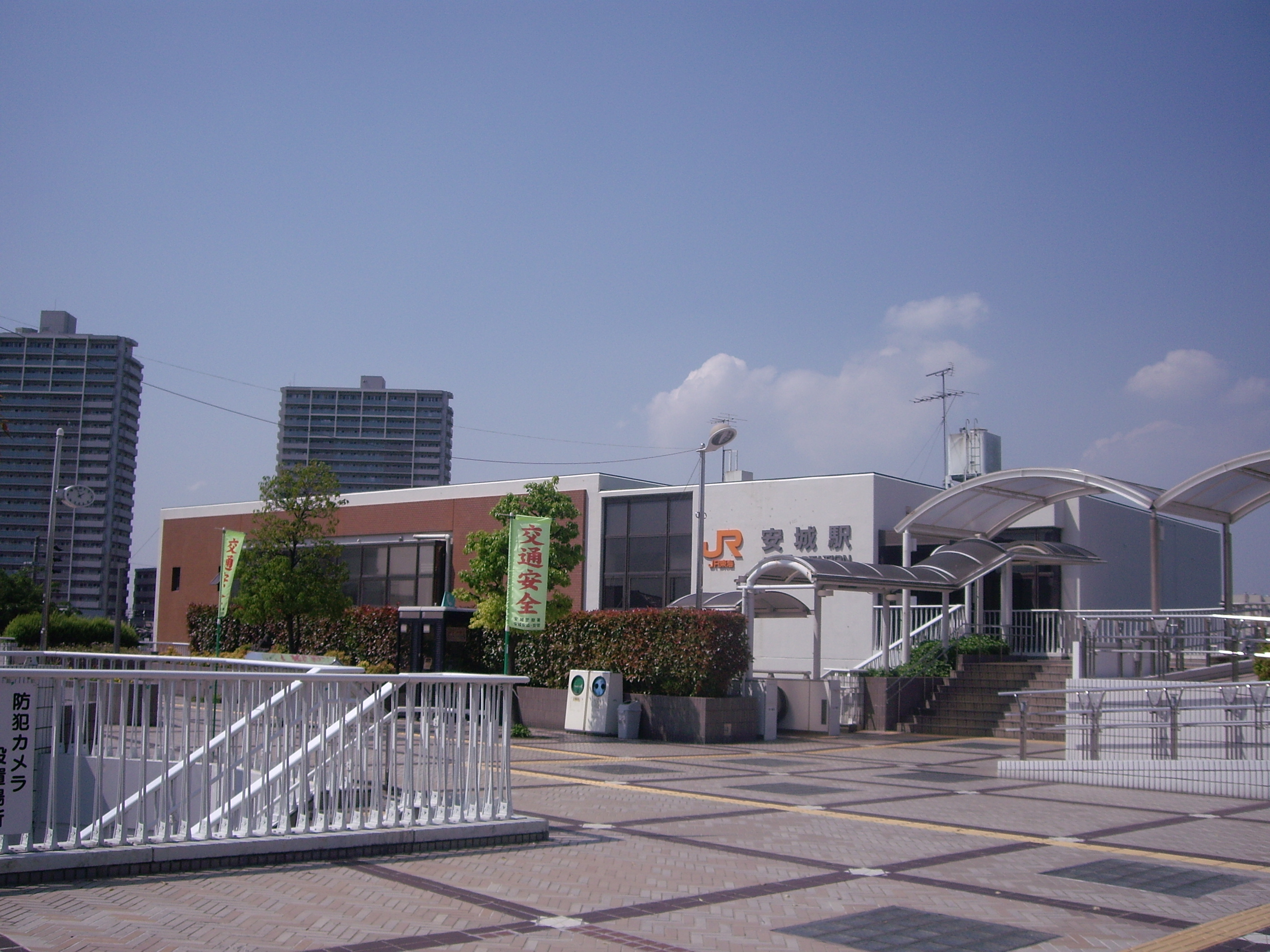
Bahnhof Anjō

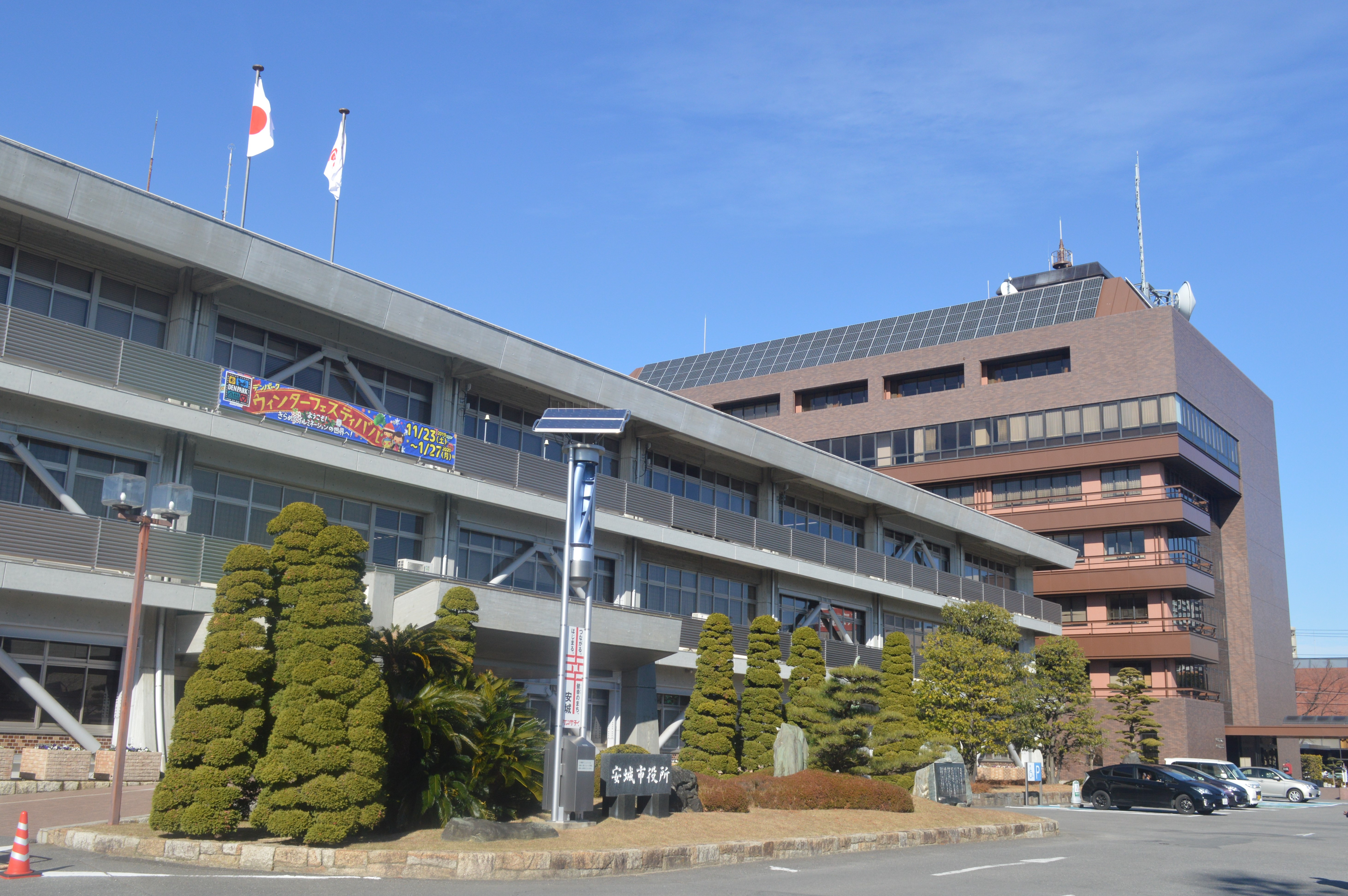
Rathaus

Am Bahnhof Mikawa-Anjō kreuzen sich die Tōkaidō-Shinkansen und die Tōkaidō-Hauptlinie; beide Bahnstrecken werden von JR Central betrieben und verbinden Tokio mit Osaka. Am Bahnhof Shin-Anjō der Bahngesellschaft Meitetsu zweigt die Meitetsu Nishio-Linie von der Meitetsu Nagoya-Hauptlinie ab. Ebenfalls von großer Bedeutung ist der Bahnhof Anjō; von dort aus verkehrte von 1939 bis 1961 die Meitetsu Anjō-Zweiglinie.
Darüber hinaus wird Anjō durch die Nationalstraße 1 und die Isewangan-Autobahn erschlossen.

## Söhne und Töchter der Stadt
- Tomohiro Fukaya (* 1990), Bahnradsportler
- Kōta Mori (* 1997), Fußballspieler
- Yūto Mori (* 1995), Fußballspieler
- Fumiya Sugiura (* 1999), Fußballspieler
- Ayumi Tanimoto (* 1981), Judoka und Olympiasiegerin

## Angrenzende Städte und Gemeinden
- Okazaki
- Toyota
- Nishio
- Chiryu
- Kariya
- Takahama
- Hekinan